# Lasioglossum semicyaneum
Lasioglossum semicyaneum är en biart som först beskrevs av Cockerell 1929.  Lasioglossum semicyaneum ingår i släktet smalbin, och familjen vägbin. Inga underarter finns listade i Catalogue of Life.